# 2000年ウィンブルドン選手権
2000年 ウィンブルドン選手権（2000ねんウィンブルドンせんしゅけん、The Championships, Wimbledon 2000）は、イギリス・ロンドン郊外にある「オールイングランド・ローンテニス・アンド・クローケー・クラブ」にて、2000年6月26日から7月9日にかけて開催された。

## シニア

### 男子シングルス
ピート・サンプラス def.  パトリック・ラフター, 6-7, 7-6, 6-4, 6-2
- サンプラスは、ウィンブルドン選手権で4年連続7度目の優勝。（3連覇+4連覇）通算7勝は、ウィリアム・レンショー（1861年 - 1904年）と並ぶ男子歴代1位タイ記録。サンプラスの4大大会優勝回数も通算「13勝」となり（全豪オープン2勝+ウィンブルドン選手権7勝+全米オープン4勝＝13勝）、ロイ・エマーソン（オーストラリア）の「12勝」を抜いて男子歴代1位の新記録を樹立した。

### 女子シングルス
ビーナス・ウィリアムズ def.  リンゼイ・ダベンポート, 6-3, 7-6
- ビーナスは大会初優勝である。黒人の女子テニス選手として1957年&1958年のウィンブルドン選手権を制したアリシア・ギブソン（1927年 - 2003年）以来2人目の優勝者となった。

### 男子ダブルス
マーク・ウッドフォード /  トッド・ウッドブリッジ def.  ポール・ハーフース /  サンドン・ストール, 6-3, 6-4, 6-1

### 女子ダブルス
ビーナス・ウィリアムズ /  セリーナ・ウィリアムズ def.  杉山愛 /  キム・クライシュテルス, 6-3, 6-2

### 混合ダブルス
ドナルド・ジョンソン /  キンバリー・ポー def.  レイトン・ヒューイット /  キム・クライシュテルス, 6-4, 7-6

## ジュニア

### 男子シングルス
ニコラ・マユ def.  マリオ・アンチッチ, 3–6, 3–6, 6–3, 7–5

### 女子シングルス
マリア・エミリア・サレルニ def.  タチアナ・ペレビニス, 6–4, 7–5

### 男子ダブルス
Dominique Coene /  クリストフ・ブリーゲン def.  Andrew Banks /  Benjamin Riby, 6–3, 1–6, 6–3

### 女子ダブルス
Ioana Gaspar /  タチアナ・ペレビニス def.  マリア・エミリア・サレルニ /  ダヤ・ベダノワ, 7–6(2), 6–3